# Hưng Định
Hưng Định là một phường thuộc thành phố Thuận An, tỉnh Bình Dương, Việt Nam.

## Địa lý
Phường Hưng Định có vị trí địa lý:
- Phía đông giáp phường Thuận Giao

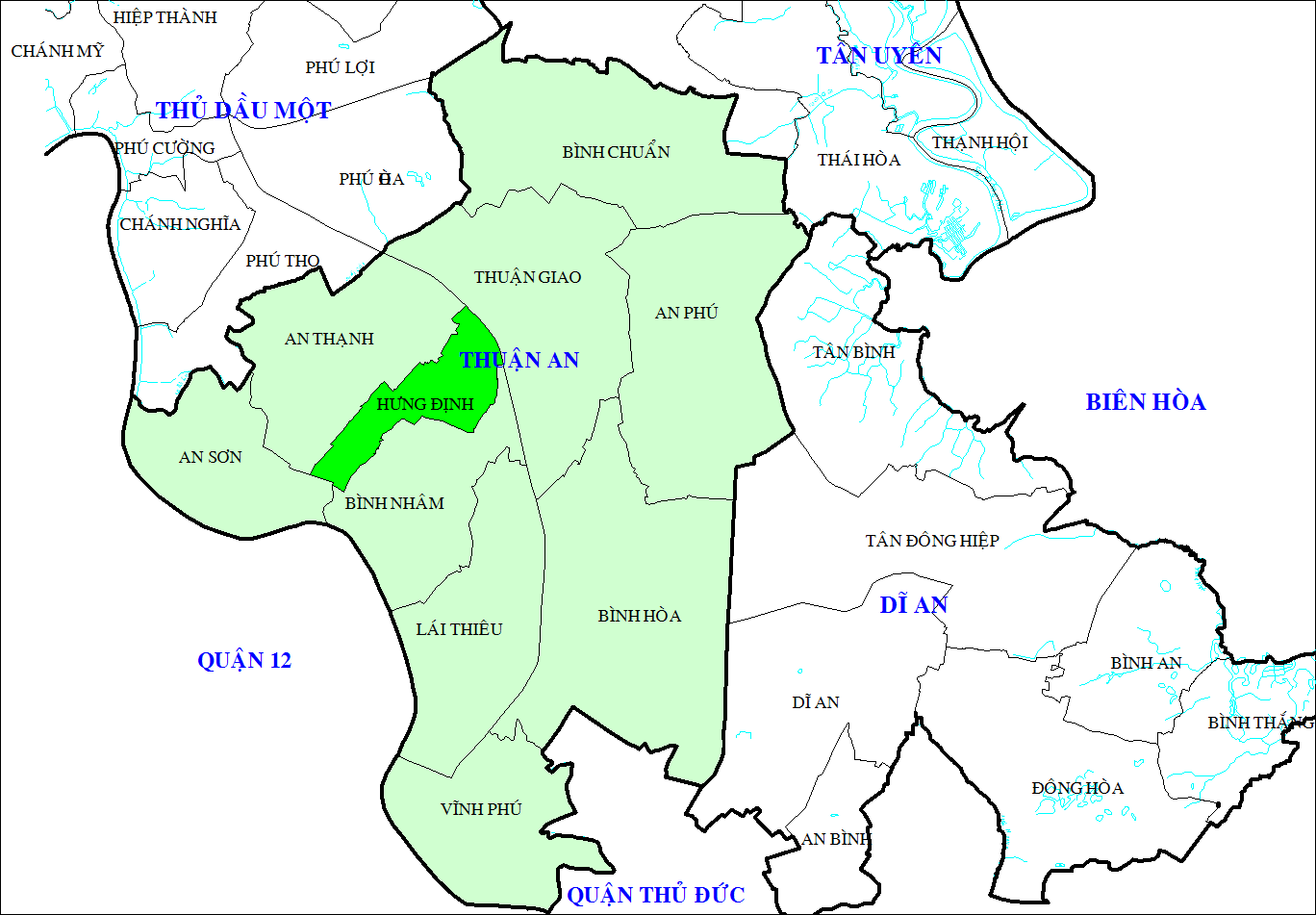
Vị trí phường Hưng Định trên bản đồ thành phố Thuận An

- Phía tây và phía bắc giáp phường An Thạnh
- Phía nam giáp phường Bình Nhâm
- Phía tây nam giáp xã An Sơn.

Phường Hưng Định có diện tích 2,87 km², dân số năm 2021 là 13.661 người, mật độ dân số đạt 4.760 người/km².

## Lịch sử
Trước đây, Hưng Định là một xã thuộc huyện Thuận An.
Ngày 13 tháng 1 năm 2011, xã Hưng Định trực thuộc thị xã Thuận An mới thành lập.
Ngày 29 tháng 12 năm 2013, Chính phủ ban hành Nghị quyết số 136/NQ-CP. Theo đó, thành lập phường Hưng Định trên cơ sở toàn bộ diện tích và dân số của xã Hưng Định.
Sau khi thành lập, phường Hưng Định có 286,56 ha diện tích tự nhiên, dân số là 13.519 người.

## Hành chính
Phường Hưng Định được chia thành 3 khu phố: Hưng Phước, Hưng Lộc, Hưng Thọ.